# Spielmoosabfahrt
Die Spielmoosabfahrt auf dem Gemeindegebiet von Schwarzenberg (Vorarlberg, Österreich) galt mit einer Gesamtlänge von 3063 m (Höhendifferenz 700 m, 40 Tore) lange Zeit als längste Abfahrtsstrecke für Damen in der Geschichte von alpinen Ski-Weltcup-Rennen. 2007 wurde sie von der Abfahrtsstrecke in Tarvis (Italien) mit über 3900 m Länge abgelöst.
Der Start befindet sich auf dem Hochälpelekopf in 1460 m Seehöhe ü.A., das Ziel im Ortsteil Geroldsegg in 760 m ü.A. Als Schlüsselstelle galt das sogenannte Kanonenrohr.
In der Weltcup-Saison 1986/87 (am 10. Januar 1987) wurde auf ihr einmalig ein Abfahrtslauf der Damen ausgetragen, der zusammen mit dem in Mellau (Vorarlberg, Österreich) ausgetragenen Weltcup-Slalom am darauffolgenden Tag auch zur Kombinationswertung zählte. Den Streckenrekord der Abfahrtsstrecke hält seither Beatrice Gafner (SUI) mit 02:08,71.
In der Weltcup-Saison 1988/89 (am 6. und 7. Januar 1989) fanden auf dem mittleren, als FIS-RTL-Piste homologierten Streckenabschnitt zwei Riesentorläufe der Damen statt. Dort fanden 1983 auch die Österreichischen Alpinen Skimeisterschaften im Riesenslalom (Damen und Herren) statt.

## Siegerliste aller Weltcuprennen
| Saison  | Datum  | D/H   | Disziplin    | Sieger          | 2. Platz       | 3. Platz          |
| ------- | ------ | ----- | ------------ | --------------- | -------------- | ----------------- |
| 1986/87 | 10.01. | Damen | Abfahrt      | Beatrice Gafner | Maria Walliser | Sieglinde Winkler |
| 1988/89 | 6.01.  | Damen | Riesenslalom | Vreni Schneider | Ulrike Maier   | Maria Walliser    |
| 1988/89 | 7.01.  | Damen | Riesenslalom | Vreni Schneider | Ulrike Maier   | Carole Merle      |